# LeAnn Rimes (album)
LeAnn Rimes è un album in studio eponimo della cantante statunitense LeAnn Rimes, pubblicato il 26 ottobre 1999.
Si tratta di un album di cover del repertorio country, eccezion fatta per l'inedito Big Deal.

## Tracce
1. Crazy – 2:53 (Willie Nelson)
2. Don't Worry – 3:30 (Marty Robbins)
3. Leavin' on Your Mind – 2:30 (Wayne Walker, Webb Pierce)
4. Faded Love – 3:50 (Bob Wills, Johnnie Lee Wills)
5. Born to Lose – 3:19 (Frankie Brown, Ted Daffan)
6. Crying Time – 3:10 (Buck Owens)
7. She's Got You – 3:15 (Hank Cochran)
8. I Fall to Pieces – 2:54 (Cochran, Harlan Howard)
9. Your Cheatin' Heart – 2:40 (Hank Williams)
10. Lovesick Blues – 2:46 (Cliff Friend, Irving Mills)
11. Me and Bobby McGee – 4:35 (Fred Foster, Kris Kristofferson)
12. Big Deal – 3:06 (Al Anderson, Jeffrey Steele)

## Classifiche

### Classifiche settimanali
| Classifica (1999) | Posizione massima |
| ----------------- | ----------------- |
| Canada            | 18                |
| Stati Uniti       | 8                 |

### Classifiche di fine anno
| Classifica (2000) | Posizione |
| ----------------- | --------- |
| Stati Uniti       | 118       |